# Star (1993)
Star is een televisiefilm uit 1993 onder regie van Michael Miller. Hij is gebaseerd op een van de vele boeken van Danielle Steel.

## Verhaal
De film begint met Crystal Wyatt als ze net zestien jaar oud is geworden. Terwijl ze op haar verjaardag flirt met de liefde van haar leven, komt haar vader te overlijden. Haar leven verandert op dat moment in een tragedie. Haar moeder begint haar te mishandelen en heeft een hekel aan haar. Als haar zwager op een dag een poging doet haar te verkrachten, pakt ze een geweer om hem neer te schieten.
Haar zwager heeft echter ook een geweer en schiet per ongeluk Crystals broer dood. Haar moeder geeft Crystal hier de schuld van. Crystal besluit weg te lopen van haar familie.
Ze vertrekt naar San Francisco, waar ze een baan krijgt als zangeres in een nachtclub. Hier komt ze haar jeugdliefde Spencer Hill tegen. Hij is inmiddels verloofd met een andere vrouw. Ondanks dit krijgen ze een affaire.
Langzaam werkt Crystal zich naar de top en uiteindelijk groeit ze uit tot een succesvolle actrice. Ze wordt echter gemanipuleerd in van alles door haar kwaadaardige manager. Ze belandt in een dilemma en ontdekt wat de prijs van haar roem is.

## Rolverdeling
| Acteur        | Personage        |
| ------------- | ---------------- |
| Jennie Garth  | Crystal Wyatt    |
| Craig Bierko  | Spencer Hill     |
| Terry Farrell | Elizabeth        |
| Penny Fuller  | Olivia Wyatt     |
| Mitch Ryan    | Harrison Barclay |